# Lomographa griseola
Lomographa griseola är en fjärilsart som beskrevs av W. Warren 1893. Lomographa griseola ingår i släktet Lomographa och familjen mätare. Inga underarter finns listade i Catalogue of Life.